# Kavanadala, Madhugiri
Kavanadala là một làng thuộc tehsil Madhugiri, huyện Tumkur, bang Karnataka, Ấn Độ.